# 機械保全技能士
機械保全技能士（きかいほぜんぎのうし）とは、国家資格である技能検定制度の一種で、公益社団法人日本プラントメンテナンス協会が実施する、機械保全に関する学科及び実技試験に合格した者をいう。2014年までは都道府県職業能力開発協会（問題作成等は中央職業能力開発協会）が実施していた。

## 概要
機械保全技能士とは、工場などに設置されている機械のメンテナンスを行なう能力を持つものを認定する国家資格であり、名称独占資格である。機械保全の職種には、機械系保全作業・電気系保全作業・設備診断作業の3つがある。
等級には、特級及び1級～3級(3級は機械系保全作業・電気系保全作業のみ)まであり、特級は管理者または監督者が通常有すべき技能の程度、1級～3級はそれぞれ上級技能者、中級技能者、初級技能者が通常有すべき技能の程度と位置づけられている。
資格を取得するためには、技能検定の実技試験と学科試験の両方の試験に合格することが必要である。
このうち学科試験については、公益社団法人日本プラントメンテナンス協会が実施する「認定職業訓練短期課程・機械保全科」を受講・修了することで免除になる。

## 受検資格
- 特級：1級合格後、実務経験5年以上
- 1級：実務経験7年以上
- 2級：実務経験2年以上
- 3級：無し

※職業訓練歴や学歴により実務年数は異なる。

## 試験内容

### 学科試験

#### 試験形式
- 特級：五肢択一方式(50問、試験時間＝2時間)
- 1級：真偽法及び四肢択一法(50問、試験時間＝1時間40分)
- 2級：真偽法及び四肢択一法(50問、試験時間＝1時間40分)
- 3級：真偽法(30問、試験時間＝1時間)

#### 試験科目
- 特級
  - 1.工程管理
  - 2.作業管理
  - 3.品質管理
  - 4.原価管理
  - 5.安全衛生管理及び環境の保全
  - 6.作業指導
  - 7.設備管理
  - 8.機械保全に関する現場技術

- 1級～3級
  - 1.機械一般
  - 2.電気一般
  - 3.機械保全法一般
  - 4.材料一般
  - 5.安全衛生
  - 6.選択科目(以下より1つ選択)
    - イ.機械系保全法
    - ロ.電気系保全法
    - ハ.設備診断法（1級、2級のみ）

### 実技試験
- 特級：ペーパーテストで、工程管理、作業管理、品質管理、原価管理、安全衛生管理、作業指導及び設備管理について行う。試験時間＝3時間
- 1級～3級：作業職種ごとに行われる。

#### 機械系保全作業
- 1級：潤滑油の判定、機械主要構成要素に生ずる欠陥の原因判定、機械の異常時における検査方法、原因判定及び対応措置、密封装置の特徴及び使用方法等について行う。試験時間＝1時間20分
- 2級：潤滑油の判定、機械主要構成要素に生ずる欠陥の原因判定、機械の異常時における検査方法、原因判定及び対応措置、密封装置の特徴及び使用方法等について行う。試験時間＝1時間20分
- 3級：工具・測定器の判定、潤滑油の判定、軸受・ねじ・キー・ピン・密封装置の判定、空気圧装置の判定、提示された弁(バルブ)の写真について、種類と部位名を判定する。試験時間＝1時間10分

#### 電気系保全作業
- 1級
  - 課題1・2）プログラマブルロジックコントローラ(PLC)を用いて、シーケンスタイムチャートの回路を組立て、プログラムを入力する。また、指示された仕様の追加を行う。課題1にて、3入力・4出力の配線作業を行い、基本タイムチャートのプログラムを入力する。課題2にて、課題1の回路を使用し、指示された3つの仕様変更を行う。標準時間が、50分で打ち切りが60分の試験時間である。
  - 課題3）リレー及びタイマリレーの点検を行う。また、有接点シーケンス回路を点検し、不良箇所の修復を行う。リレー及びタイマーの不良判定を行い答える。この時の良品リレーとタイマーを有接点回路に使用し、タイムチャートが提示され、配線の修正作業を3箇所行う（断線・線なし・誤配線）標準時間が、30分で打ち切りが50分の試験時間である。合計試験時間＝1時間50分
- 2級
  - 課題1・2）プログラマブルロジックコントローラ(PLC)を用いて、シーケンスタイムチャートの回路を組立て、プログラムを入力する。また、指示された仕様の追加を行う。課題1にて、2級は3入力・3出力の配線作業となり、タイムチャートも簡易である。　課題2（1級と同様）試験時間1級同様
  - 課題3）リレー及びタイマリレーの点検を行う。また、有接点シーケンス回路を点検し、不良箇所の修復を行う。試験時間＝1時間50分。　1級ではタイムチャートのみだが、2級は配線図が試験前に提示されるため簡易。試験時間1級同様。
- 3級
  - 課題1　指示された仕様に基づき、試験用盤にリレーとタイマを用いて、入力2点及び出力2点の配 線作業を行い、回路を完成させた後、作動させる。
  - 課題2　指示された有接点シーケンス回路の変更を行う。 (課題1及び課題2 合計)　標準時間　50分　打切り時間　60分　
  - 課題3　与えられたリレー及びタイマを回路計(テスタ)及び試験用盤を用いて点検し、解答用紙に 記入した後、有接点シーケンス回路を点検修復する。標準時間　30分　打切り時間　50分

#### 設備診断作業
機械保全作業のうち、近年重要視される傾向にある設備診断技術に関連した内容に特化して出題され、測定器数値データから症状・異常箇所の特定・有無を判断出来る能力を有しているかを問う。1級と2級の出題範囲は共通であるが1級の設問内容は2級よりも難易度が高く出題数も多い。
- 1級
  - 設備診断計画の策定に関する問題
  - 振動測定によるデータ収集の為の設定に関する問題
  - 絶縁測定試験法によるデータ収集に関する問題
  - 油汚染分析に必要なデータ収集の為の作業に関する問題
  - 非破壊検査によるデータ収集の為の検査法の選択および適用に関する問題
  - ころがり軸受・歯車・軸/ローターに関する精密診断振動測定実施結果の測定データの解析・判定に関する問題
  - 減速機,ファン・ブロワ,ポンプ・コンプレッサーに関する簡易診断振動測定実施結果の測定データの解析・判定に関する問題
  - ケーブル,電動機に関する絶縁測定実施結果の測定データの解析・判定に関する問題
  - ころがり軸受,すべり軸受,歯車,スクリュー圧縮機に関する油汚染分析実施結果の測定データの解析・判定に関する問題
  - 非破壊検査に関する想定データの解析・判定に関する問題
  - 損傷の種類の特徴判定、およびその発生要因と対応処置に関する問題
  - 設備の診断結果に基づく保全方法の決定に関する問題
- 2級
  - 設備診断計画の策定に関する問題
  - 振動測定によるデータ収集の為の設定に関する問題
  - 絶縁測定試験法によるデータ収集に関する問題
  - 油汚染分析に必要なデータ収集の為の作業に関する問題
  - 非破壊検査によるデータ収集の為の検査法の選択および適用に関する問題
  - ころがり軸受・歯車・軸/ローターに関する精密診断振動測定実施結果の測定データの解析・判定に関する問題
  - 減速機,ファン・ブロワ,ポンプ・コンプレッサーに関する簡易診断振動測定実施結果の測定データの解析・判定に関する問題
  - ケーブル,電動機に関する絶縁測定実施結果の測定データの解析・判定に関する問題
  - ころがり軸受,すべり軸受,歯車,スクリュー圧縮機に関する油汚染分析実施結果の測定データの解析・判定に関する問題
  - 非破壊検査に関する想定データの解析・判定に関する問題
  - 損傷の種類の特徴判定、およびその発生要因と対応処置に関する問題
  - 設備の診断結果に基づく保全方法の決定に関する問題

## 取得後の称号
技能検定に合格すると等級に応じて技能士の称号が付与される。名刺などに資格を表記する際には「1級機械保全技能士」、「2級機械保全技能士」のように等級を明示する必要がある。等級の非表示、等級表示位置の誤り、職種名の省略表示などは不可である。
なお職業能力開発促進法により、機械保全技能士資格を持っていないものが機械保全技能士と称することは禁じられている。

## 過去の実施状況

### 受検者数

#### 機械系保全作業
- 平成23年度
  - 1級：6,972名
  - 2級：13,742名
  - 3級：3,659名

#### 電気系保全作業
- 平成23年度
  - 1級：1,593名
  - 2級：3,024名
  - 3級：561名

### 合格率

#### 機械系保全作業
- 平成23年度
  - 1級：49.0%
  - 2級：52.2%
  - 3級：86.1%

#### 電気系保全作業
- 平成23年度
  - 1級：27.7%
  - 2級：40.9%
  - 3級：72.4%